# (34886) 2001 VH12
2001 VH12 (asteroide 34886) é um asteroide da cintura principal. Possui uma excentricidade de 0.32574220 e uma inclinação de 11.28408º.
Este asteroide foi descoberto no dia 10 de novembro de 2001 por LINEAR em Socorro.